# Victorburer Marsch
Victorburer Marsch ist ein Wohnplatz in Ostfriesland. Politisch gehört es zu Uthwerdum, einem Ortsteil der Gemeinde Südbrookmerland.

## Lage und Naturraum
Die Victorburer Marsch zählt zum Sietland. Sie  beginnt  wenige Kilometer östlich von Emden und markiert den Übergang von der jüngeren in die ältere ostfriesische Marschenlandschaft.

## Geschichte
Der Ort ist im Gegensatz zu Victorbur noch recht jung. Lange Zeit unterblieb eine groß angelegte Besiedlung der sturmflutgefährdeten Fläche. Erst im späten 18. Jahrhundert ließen sich hier Menschen dauerhaft nieder. Offenbar in so großer Zahl, dass hier eine Schule eingerichtet wurde, die inzwischen wieder aufgegeben worden ist.